# Saved!
Pour les articles homonymes, voir Saved.
Pour plus de détails, voir Fiche technique et Distribution.
Saved! est un film américano-canadien sorti en 2004, réalisé par Brian Dannelly sur un scénario de lui-même et de Michael Urban.

## Synopsis
Fréquentant un lycée chrétien évangélique, Mary et Hillary sont les reines de l'école. Ferventes chrétiennes, elles millitent contre l'avortement, prient pour tout et pour rien. Alors que Mary vient d'apprendre que son petit ami est homosexuel, elle voit Jésus lui demander de régler ce problème. Elle offre sa virginité à son ami mais n'est pas récompensée : il est toujours homosexuel, ses parents l'envoient effectuer une retraite qui doit le « guérir ». Mary, elle, est tombée enceinte.

## Fiche technique
Genre : Comédie dramatique

## Distribution
Saved! marque le grand retour de Macaulay Culkin au cinéma. Les autres acteurs du film sont souvent, comme lui, d'ex-enfants stars : Jena Malone joue le rôle de l'héroïne (enfant) de Contact, Patrick Fugit avait le rôle principal de Presque célèbre, etc.
- Jena Malone (VF : Adeline Chetail) : Mary
- Mandy Moore (VF : Célia Charpentier) : Hilary Faye
- Macaulay Culkin : Roland
- Patrick Fugit : Patrick
- Eva Amurri : Cassandra
- Chad Faust : Dean
- Martin Donovan : le pasteur Skip
- Mary-Louise Parker : Lillian
- Heather Matarazzo : Tia
- Elizabeth Thai : Veronica

## Accueil

### Critiques
Sur Metacritic, le film a obtenu une moyenne de 62 sur 100 de la presse.
Sur Rotten Tomatoes, le film a obtenu une moyenne de 61% de la presse et de 78% de l’audience.